# Tractat de Westminster (1756)
El Tractat de Westminster va ser un tractat internacional de neutralitat signat el 16 de gener de 1756 entre Frederic el Gran del Regne de Prússia i Jordi II del Regne de la Gran Bretanya. Basats en els termes de l'acord, tant Prússia com Gran Bretanya evitarien el pas de qualsevol potència aliena a través d'Alemanya. En resposta, l'Arxiducat d'Àustria i el Regne de França signaren l'1 de maig de 1756 el Tractat de Versalles, una inversió en el sistema d'aliances europees vigent fins aleshores, que provocà l'inici de la Guerra dels Set Anys.